# Bra (Italie)
Pour les articles homonymes, voir Bra.
Bra (prononcé : /ˈbra/) est une ville italienne d'environ 29 700 habitants, située dans la province de Coni, dans la région du Piémont, dans le nord-ouest de l'Italie.
Le nom Bra vient du mot lombard Brayda qui indique une propriété avec grand terrain de pâturage (la même origine étymologique de la Piazza Bra, à Vérone, ou le quartier de Brera de Milan).
Bra fait partie du réseau international des cittaslow.

## Géographie
- 1Carte dynamique
- 2Carte Openstreetmap
- 3Carte topographique
- 4Carte avec les communes environnantes

La ville de Bra est située à cinquante kilomètres au sud de Turin et à cinquante kilomètres au nord de Coni.
Elle possède un climat sous-continental tempéré (typique de la plaine du Pô). La pluie tombe surtout en automne et au printemps. L'hiver est assez marqué tandis que les étés sont assez lourds et ensoleillés (23,75 °C en juillet).

## Histoire
Les origines et les établissements humains dans la région de Bra sont anciens, de sorte que la présence humaine existe déjà pendant l'ère néolithique. À l'époque romaine, elle a été fondée en fin du IIe siècle av. J.-C., le long de la vallée de la ville de Pollentia Tanaro (actuellement Pollenzo). Il y passe un important trafic commercial et militaire entre les ports de la Ligurie et la plaine du Piémont. C'est après la Bataille de Pollentia, le 6 avril 402, lorsque les troupes romaines commandées par Stilicon ont mis en déroute les Goths d'Alaric Ier, qu'a commencé le déclin de Pollentia.
À la suite de la décadence de Pollentia, les habitants ont commencé à déplacer sur le plateau de Bra, considéré comme plus sûr.
Bra accède au statut de ville en 1760 par un décret de Charles-Emmanuel III de Sardaigne. Le XVIIIe siècle a vu la ville de Bra se développer et s'épanouir en matière d'architecture, grâce à la présence de Bernard Vittone, architecte qui a conçu les deux chefs-d'œuvre de la fin du baroque : la façade arrondie de la mairie et l'église de Santa Clara.
Le XIXe siècle a donné à la ville une stature considérable dans de multiples domaines. Giuseppe Benedetto Cottolengo (né en 1786 à Bra) y fonda la Petite Maison de la Divine Providence. Chez les hommes, les sciences sont étudiées, se distinguent notamment l'archéologue Edoardo Brizio, les naturalistes Ettore et Federico Craveri (fondateurs du Musée des sciences naturelles, qui porte aujourd'hui leur nom).

## Économie
Jusqu'à la fin des années 1960, une tannerie prospère est présente à Bra. Les événements de la vie dans la ville à cette époque sont  racontés par l'écrivain Giovanni Arpino. Aujourd'hui, plus rien ne subsiste de la période des tanneries.
Actuellement, l'industrie est représentée par deux grands fabricants de produits laminés en plastique, une entreprise de moteurs électriques et une autre de gros véhicules.

## Culture
Tous les ans se tient à Bra un festival de courts métrages internationaux.
Le festival international du lait et du fromage. Créée par le mouvement Slow Food, qui est basée à Bra, il attire des producteurs de lait et des travailleurs du monde entier. Cet événement est organisé tous les deux ans en septembre. Ce festival est particulièrement populaire auprès des Allemands et des Anglais qui saisissent l'occasion de l'événement pour visiter la ville. Plus de cent mille personnes visitent la foire pendant les quatre jours consacrés au fromage.
L'université des sciences gastronomiques est une grande école supérieure installée dans le bourg de Pollenzo situé à Bra.

## Notre-Dame des Fleurs
Le 29 décembre 1336, la Vierge Marie serait apparue à Egidia Mathis, une femme enceinte menacée par deux soudards, l'aurait défendue contre ses agresseurs puis consolée. Depuis, un buisson fleurit inexplicablement à cet endroit en hiver.

## Monuments et patrimoine

### Les palais et châteaux
- Le château de Pollenzo inscrit sur la liste du patrimoine mondial

- Le Zizzola, symbole de la ville. Un ensemble en style baroque formé de deux étages octogonal surmonté d'une tour ronde, situé sur le point culminant de la ville, la colline de Monteguglielmo.
- Le Palazzo Traversa : construit dans le milieu du XVe siècle, il est utilisé après les travaux de restauration achevés dans les années 1980, comme musée d'archéologie et d'histoire de l'art. Il regroupe des objets de Pollenzo (fondée par les Romains) et des œuvres d'artistes locaux à partir du XVIIe siècle jusqu'à l'époque contemporaine. Il fait partie de les «châteaux ouverts» du sud piémont.
- L'Hôtel de Ville. Bâtiment d'origine médiévale, son apparence actuelle est l'œuvre de l'architecte Bernardo Vittone.
- Le palais Mathis face à la mairie, inauguré le 8 septembre 2007
- Le Siège de Banca Popolare di Novara, conçu par Giotto Stoppino.

### Musées
- Musée d'histoire naturelle Ettore e Federico Craveri
- Musée archéologique du Palais Traversa

### Églises
- L'église paroissiale de Sant'Andrea de style baroque, construite par l'architecte Camillo-Guarino Guarini avec les œuvres de Gian Lorenzo Bernini
- L'église paroissiale de Sant'Antonino Martire
- L'église paroissiale de San Giovanni Battista
- L'église de Santa Maria degli Angeli
- L'église de Santa Chiara progettata da Vittone
- L'église paroissiale de San Vittore in località [Pollenzo]
- L'église paroissiale de San Lorenzo in località Riva
- L'église de San Rocco
- L'église de San Giovanni Decollato (o dei Battuti Neri)
- L'église de San Giovanni Battista "Lontano"
- L'église de la Trinité (o dei Battuti Bianchi) du XVIIe siècle
- Le sanctuaire della Madonna dei Fiori, patronne de Bra.

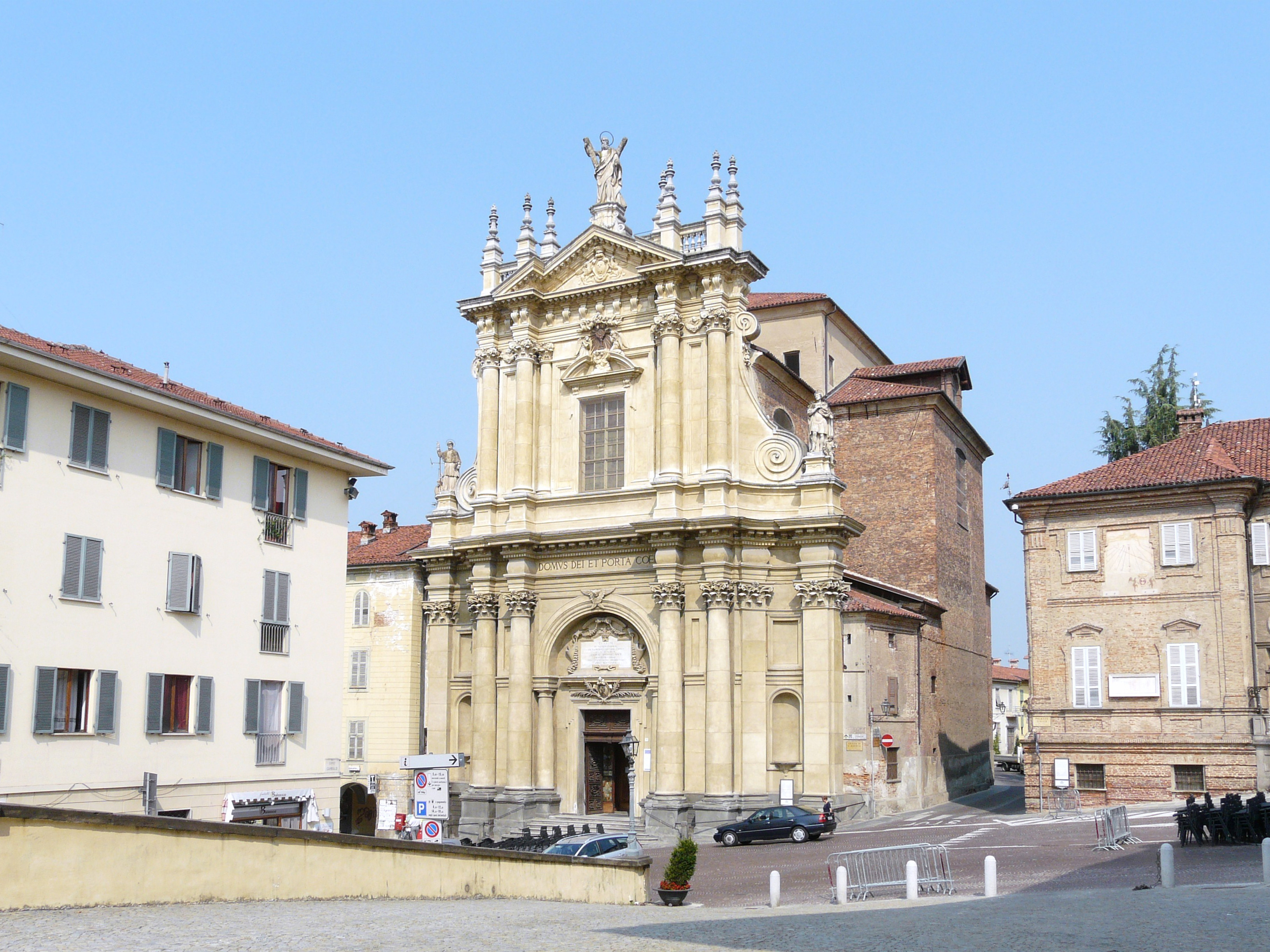
L'église Sant'Andrea.
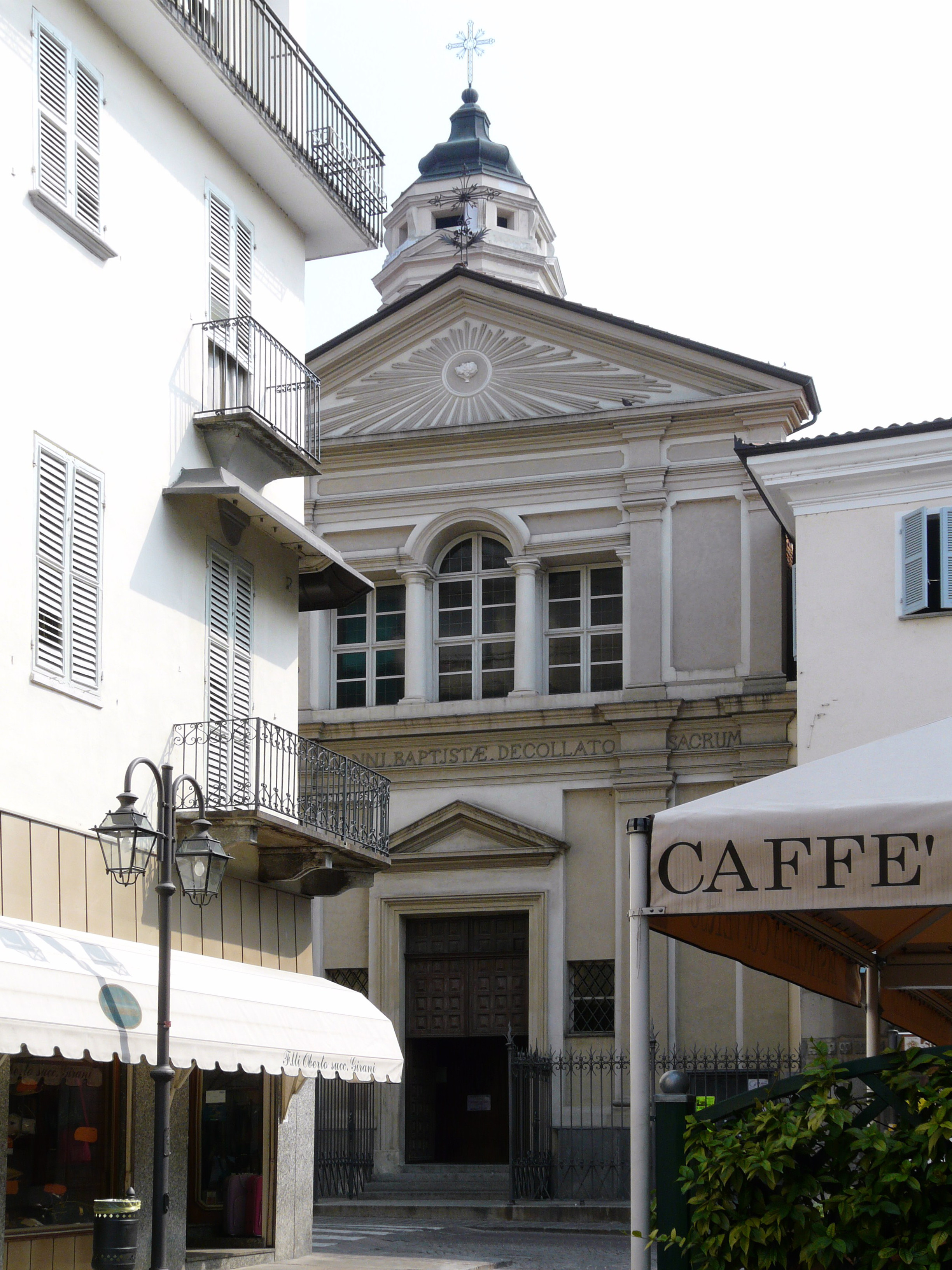
L'église de San Giovanni Decollato.
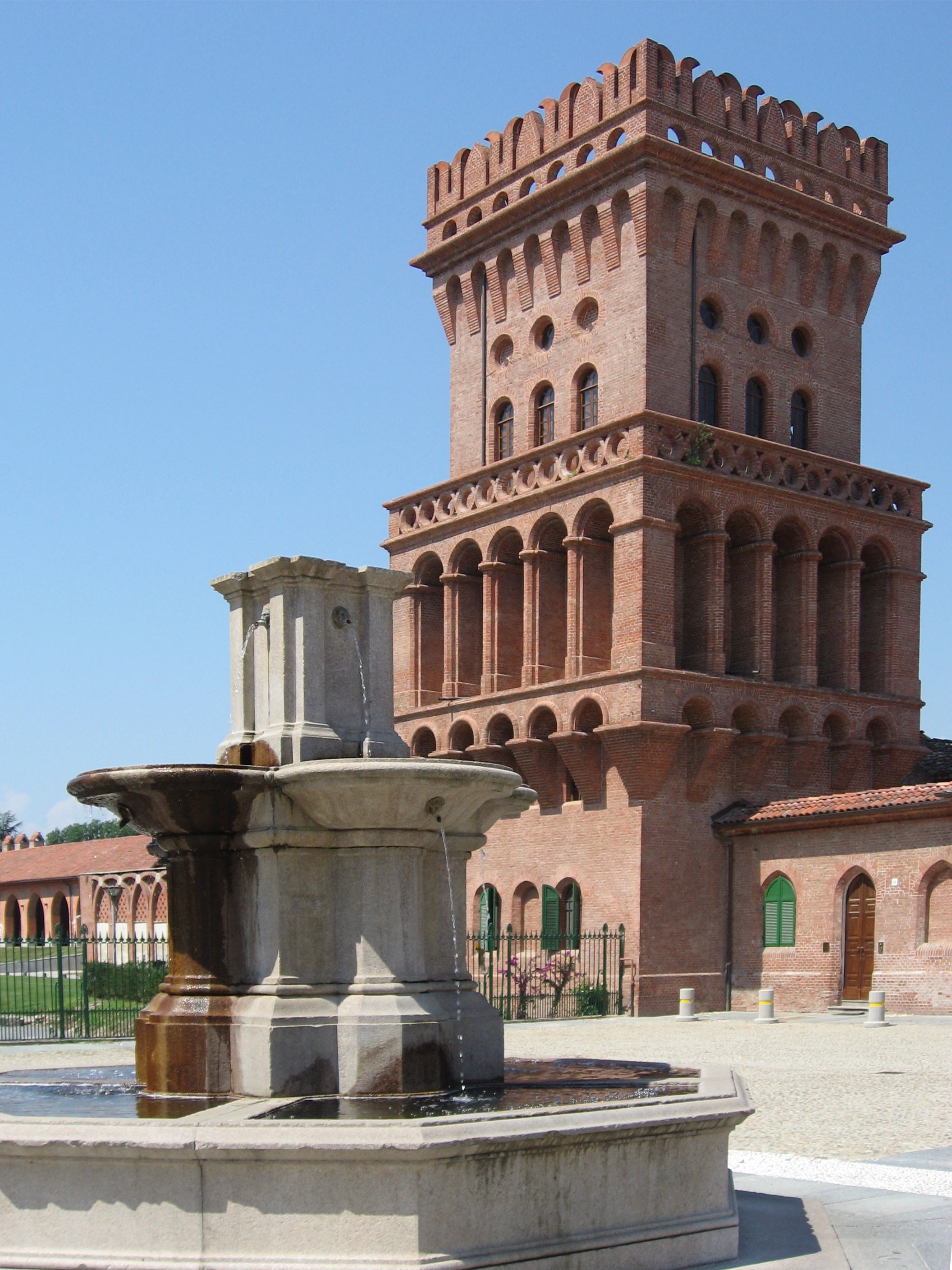
La tour du château de Pollenzo.
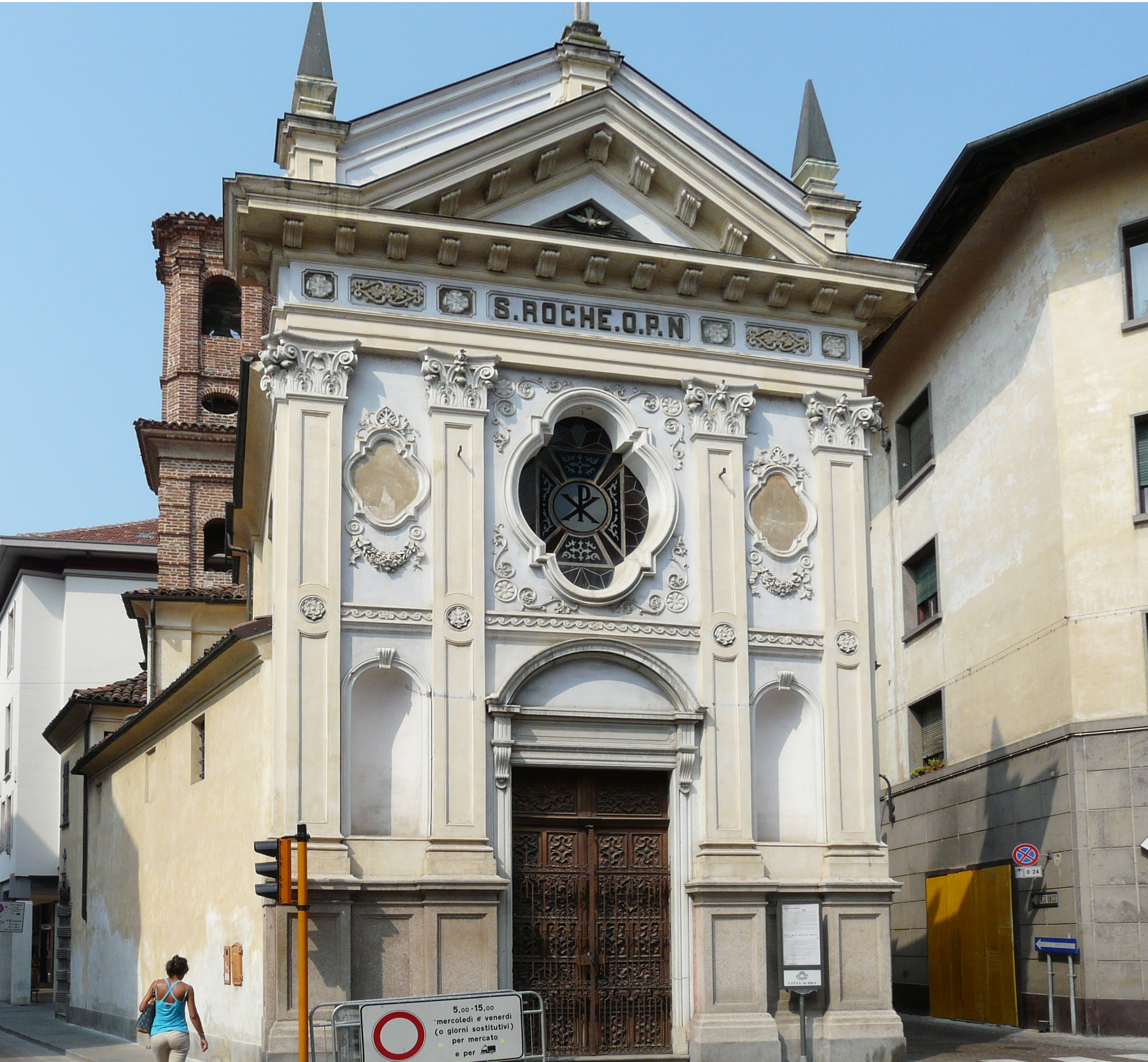
L'église de San Rocco.

## Administration
| Période                                  | Période      | Identité        | Étiquette       | Qualité |
| ---------------------------------------- | ------------ | --------------- | --------------- | ------- |
| 29 juin 2004                             | 29 juin 2009 | Camillo Scimone | Centre droit    |         |
| 29 juin 2009                             | En cours     | Bruna Sibille   | Parti démocrate |         |
| Les données manquantes sont à compléter. |              |                 |                 |         |

### Hameaux
Pollenzo, San Matteo, San Michele, Bandito, Riva, Cà del bosco

### Communes limitrophes
Cavallermaggiore, Cherasco, La Morra, Pocapaglia, Sanfrè, Santa Vittoria d'Alba, Serravalle Langhe, Verduno

## Sport
- l'Associazione Calcio Bra évolue en Serie D.

## Personnalités nées à Bra
- Giuseppe Benedetto Cottolengo (1786-1842), religieux italien, fondateur de la Piccola Casa della Divina Providenza, saint catholique.
- Gina Lagorio (1922-2005), écrivaine et femme politique.
- Emma Bonino (1948-), femme politique, député, ministre, ancienne commissaire européenne.
- Carlo Petrini (1949- ), journaliste, fondateur du mouvement Slow Food.

## Jumelages
- Spreitenbach (Suisse)
- Weil der Stadt (Allemagne)
- Corral de Bustos (Argentine)
- San Sosti (Italie)

## Source de traduction
- (it) Cet article est partiellement ou en totalité issu de l’article de Wikipédia en italien intitulé « Bra » (voir la liste des auteurs).